# Paris Saint-Germain
Der Paris Saint-Germain Football Club, im deutschsprachigen Raum allgemein bekannt als Paris Saint-Germain oder einfach nur PSG, teilweise auch als Paris SG geführt, ist ein französischer Fußballverein aus dem Pariser Vorort Saint-Germain-en-Laye.
PSG trägt seine Heimspiele im Prinzenparkstadion (Parc des Princes) aus. Die Vereinsfarben sind Blau und Rot. Der Verein wurde 2023 zum Rekordmeister in Frankreich. Er wurde 13-mal französischer Meister, 16-mal französischer Pokalsieger und in der Saison 1995/96 Europapokalsieger der Pokalsieger. Der größte Erfolg der Vereinsgeschichte ist der Gewinn der UEFA Champions League in der Saison 2024/25. Damit zählt PSG zu den erfolgreichsten Fußballvereinen Frankreichs.

## Geschichte
Der Verein wurde am 12. August 1970 aufgrund einer Initiative von Pariser Persönlichkeiten offiziell gegründet und ging aus dem Vorstadtclub Stade Saint-Germain aus Saint-Germain-en-Laye hervor, der bereits 1904 gegründet worden war. Dieser hatte sich 1969/70 für den Aufstieg in die zweite Division qualifiziert. Diesen Platz nahm PSG ein und schaffte 1970/71 den Aufstieg in die oberste Spielklasse, die Division 1 (kurz D1), die seit 2002 als Ligue 1 bezeichnet wird. 1972 allerdings wurde PSG wegen der Verletzung einer Auflage des Fußballverbands FFF, nach der Profivereine auch einen Unterbau aus Amateur- und Jugendmannschaften haben mussten, in die drittklassige National versetzt, wobei die bisherige Ligamannschaft zum ebenfalls erst wenige Jahre zuvor neu gegründeten Paris FC wechselte. Dieser durfte in der Saison 1972/73 Saint-Germains Platz in der Division 1 einnehmen. PSG wurde in der dritten Liga wieder zu Stade Saint-Germain, das sich nach dem direkten Wiederaufstieg in die Division 2 1973 aber in Paris Saint-Germain FC zurückbenannte.
Im gleichen Jahr stieg Modeschöpfer Daniel Hechter als Mäzen bei Saint-Germain ein; von 1974 bis 1978 war er Präsident. Mit der französischen Fußballlegende Just Fontaine als Trainer erfolgte der zweite Aufstieg in Folge und somit bereits nach der Spielzeit 1973/74 die Rückkehr in die D1. Kurioserweise stieg in derselben Spielzeit der Paris FC sportlich wieder aus der D1 ab. 1974 erfolgte außerdem der Umzug ins Prinzenparkstadion. Dieser neue Verein löste die beiden Pariser Traditionsklubs Racing Club und Red Star in der höchsten Spielklasse als Hauptstadtverein ab. Seitdem spielt PSG ununterbrochen in der ersten Liga.
Zu Beginn der 1980er stellten sich mit dem zweifachen Gewinn des französischen Fußballpokals die ersten großen Erfolge ein, die vom Meistertitel der Spielzeit 1985/86 gekrönt wurden. Wichtige Spieler dieser Meistermannschaft waren der Mittelfeldregisseur Safet Sušić, der Torjäger Dominique Rocheteau und Kapitän Luis Fernández, der Jahre später den Verein auch zweimal als Trainer übernahm.
Noch erfolgreicher gestalteten sich die 1990er für den Hauptstadtklub; drei weitere Male konnte der Pokal gewonnen werden, in der Saison 1993/94 erneut die Liga. Teil dieser Meistermannschaft war der Liberianer George Weah, der in der darauffolgenden Spielzeit Torschützenkönig der Champions League wurde. Außerdem wurde Weah 1995 zum FIFA-Weltfußballer des Jahres und zu Europas Fußballer des Jahres gewählt; er wechselte aber im Sommer desselben Jahres zum AC Mailand.
Den größten Erfolg feierte PSG aber in der Spielzeit 1995/96, als der Verein im Finale des Europapokals der Pokalsieger mit Spielern wie Bernard Lama, Paul Le Guen, Youri Djorkaeff, Alain Roche, Vincent Guérin und Raí den österreichischen Klub SK Rapid Wien dank eines Tores von Bruno N’Gotty mit 1:0 bezwingen konnte. Im folgenden Jahr erreichte PSG nochmals das Finale dieses Wettbewerbs, musste sich diesmal aber dem FC Barcelona mit 0:1 beugen.
An solche Erfolge konnte PSG im ersten Jahrzehnt des neuen Jahrtausends nicht anknüpfen, obwohl der Verein große Summen in Spieler wie Nicolas Anelka, Stéphane Dalmat oder Pauleta investierte oder Talente wie Ronaldinho oder Gabriel Heinze relativ günstig erwarb. Zwar wurde der Pokal erneut dreimal gewonnen, in der Liga konnte PSG aber nur zu Beginn des neuen Millenniums wirklich überzeugen, während man daraufhin den Anschluss an die Spitzenmannschaften verlor und meistens im Tabellenmittelfeld zu finden war. Tiefpunkt war die Saison 2007/08, als der Verein nur knapp dem Abstieg entging. Die Saison 2010/11 wurde dann auf dem vierten Platz abgeschlossen, die beste Platzierung für den Verein seit mehreren Jahren. In der Europa League schied die Mannschaft im Achtelfinale gegen Benfica Lissabon aus.
In der Spielzeit 2011/12 gelang die Vizemeisterschaft, die beste Platzierung seit über zehn Jahren, zwölf Monate später schließlich der dritte Meistertitel. 2013 gab sich der Verein ein neues Logo, das in der Anhängerschaft teilweise auf heftige Kritik stieß – unter anderem, weil „Saint-Germain“ darin deutlich kleiner geschrieben wird als „Paris“ und das Gründungsjahr nicht mehr genannt wird.
In den beiden folgenden Spielzeiten verteidigte PSG jeweils den Meistertitel. Dazu schafften es die Spieler in der Spielzeit 2014/15, sich in die Siegerlisten sämtlicher vier nationaler Wettbewerbe (Liga, Landes- und Ligapokal, dazu zu Saisonbeginn – und erneut vor dem Start der Spielzeit 2015/16 – die Trophée des Champions, also den Supercup) einzutragen; damit hatte PSG unter Trainer Laurent Blanc als erster französischer Klub überhaupt den „Quadruplé“ gewonnen. In der Spielzeit 2015/16 konnten alle vier Titel verteidigt werden, 2016/17 wurde PSG allerdings hinter dem AS Monaco zum ersten Mal seit fünf Jahren nur Vizemeister. Daraufhin verpflichtete der Klub im August 2017 den brasilianischen Stürmer Neymar vom FC Barcelona für 222 Millionen Euro (womit dieser zum teuersten Spieler aller Zeiten wurde) sowie das französische Ausnahmetalent Kylian Mbappé für 180 Millionen Euro vom Ligarivalen und amtierenden Meister Monaco. Nach der Saison 2015/16 trennten sich Trainer Laurent Blanc und PSG nach 3 Jahren und 11 gewonnenen Titeln, konnte aber trotz Gewinnen der vier nationalen französischen Titeln den Champions-League-Titel nicht gewinnen.
Zur Saison 2016/17 wurde der Spanier und dreimalige UEFA-Europa-League-Sieger des FC Sevilla, Unai Emery neuer Cheftrainer von PSG. In der Saison 2017/18 stellten sie in der Champions-League-Gruppenphase einen neuen Torrekord von 25 erzielten Toren auf, schieden allerdings bereits im Achtelfinale gegen den späteren Wettbewerbssieger Real Madrid aus. Auf nationaler Ebene konnte unterdessen der siebte Meistertitel, der 12. Pokal sowie der jeweils achte Ligapokal und Supercup gewonnen werden. Nach der Saison 2017/18 trennten sich PSG und Unai Emery nach 2 Jahren, nachdem er den Champions-League-Titel nicht gewinnen konnte und „nur“ alle vier nationalen französischen Titel gewann.

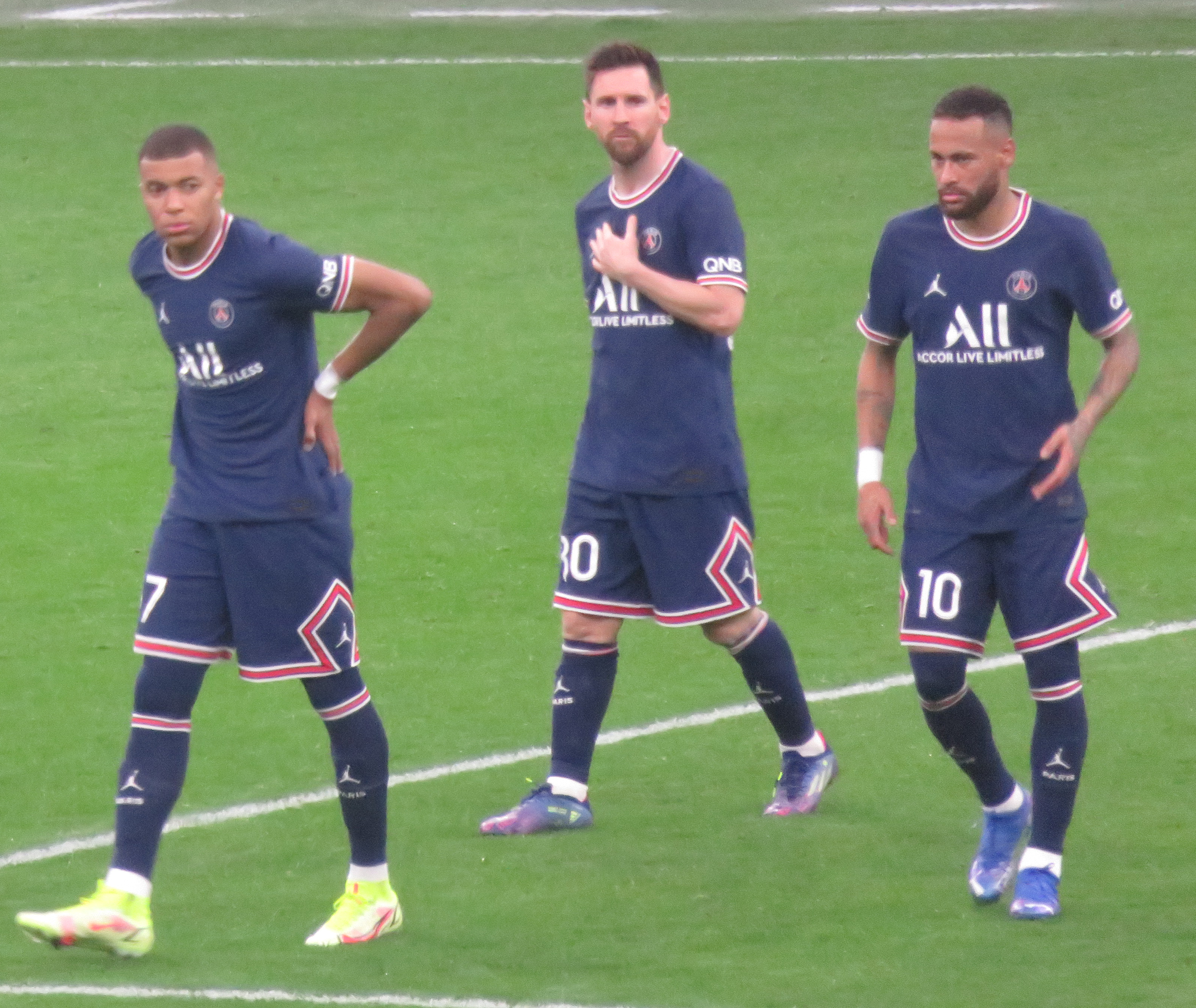
Kylian Mbappé, Lionel Messi und Neymar (v. l. n. r., 2021)

Zur Saison 2018/19 wurde der deutsche Thomas Tuchel neuer Cheftrainer von Paris Saint-Germain und somit der erste deutsche Trainer in der Geschichte des Vereins. Mit dem 2:1 gegen den OSC Lille am 12. Spieltag der Saison 2018/19 stellte der Verein zudem einen neuen Startrekord für eine europäische Liga auf: 12 Siege in den ersten 12 Saisonspielen. Am 15. Spieltag riss die Serie von 14 Siegen in Serie nach einem 2:2 bei Girondins Bordeaux. Am Ende holten Thomas Tuchel und PSG den französischen Supercup 2018 und die französische Meisterschaft 2019, die achte Meisterschaft des Vereins. Im Coupe de France scheiterte man im Finale gegen Stade Rennes im Elfmeterschießen, im Coupe de la Ligue im Viertelfinale an EA Guingamp. In der Champions League war bereits gegen Manchester United im Achtelfinale Schluss.
In der Saison 2019/20 gewann PSG die Coupe de France und den vorerst letztmals ausgetragenen Coupe de la Ligue. Nachdem die Ligue 1 am 30. April 2020 aufgrund der Corona-Pandemie abgebrochen worden war, wurde der Punktequotient als entscheidendes Kriterium gewählt. PSG war damit erneut Meister und gewann die siebte nationale Meisterschaft in den letzten acht Jahren. Im August 2020 zog man beim Finalturnier in Lissabon erstmals ins Endspiel der UEFA Champions League ein, welches jedoch am 23. August 2020 gegen den FC Bayern München mit 0:1 verloren ging.
Ende Dezember 2020 wurde der Vertrag mit Tuchel aufgelöst. Anfang Januar 2021 wurde Mauricio Pochettino neuer Trainer der ersten Mannschaft. Die Saison 2020/21 beendete man hinter dem OSC Lille nur als Vizemeister. In der Champions League schied die Mannschaft im Halbfinale gegen Manchester City aus. Mit dem Pokalsieg gelang PSG lediglich ein Titel.
Zur Saison 2021/22 verpflichtete PSG mit Gianluigi Donnarumma (AC Mailand, ablösefrei), Sergio Ramos (Real Madrid, ablösefrei), Achraf Hakimi (Inter Mailand, rund 60 Millionen Euro), Georginio Wijnaldum (FC Liverpool, ablösefrei) und Lionel Messi (FC Barcelona, ablösefrei) fünf namhafte Neuzugänge.
Mit dem 13. Meistertitel 2023 löste der Verein die AS Saint-Étienne als französischer Rekordmeister ab.
Im Februar 2024 kündigte Nasser Al-Khelaifi an, den Parc des Princes zu verlassen, und es werde überprüft, ein eigenes Stadion zu bauen, nachdem ein Kauf des Stadions zuvor abgelehnt wurde.
In der Saison 2024/25 gewann PSG gleich drei Titel. In der Ligue 1 fixierte man den vierten Titel in Folge frühzeitig, die Saison beendeten die Pariser schließlich mit 19 Punkten Vorsprung auf den ersten Verfolger. Der zweite Titel folgte am 24. Mai im Landespokalwettbewerb: Die von Luis Enrique trainierte Elf besiegte Stade Reims klar mit 3:0. Eine Woche später feierte PSG in der Allianz Arena in München im Finale der Champions League gegen Inter Mailand mit einem 5:0-Rekordsieg den bisher größten Erfolg der Vereinsgeschichte und sicherte sich auf diese Weise das Triple und den ersten Champions-League-Titel der Vereinsgeschichte.

Vom 14. Juni bis 13. Juli 2025 fand in den Vereinigten Staaten die FIFA-Klub-Weltmeisterschaft 2025 statt, an der auch PSG teilnahm. Der frisch gebackene Champions-League-Sieger zeigte dabei über weite Strecken fulminante Leistungen: Zum Auftakt gewann die Elf von Luis Enrique mit 4:0 gegen den spanischen Vertreter Atlético Madrid, nach einem weiteren Sieg und einer Niederlage gegen Botafogo sicherten sich die Franzosen den Gruppensieg und den damit verbundenen Einzug ins Achtelfinale. Dort wurde Inter Miami mit Lionel Messi ebenso klar mit 4:0 besiegt. Auch im Viertel- und Halbfinale ließ PSG nichts anbrennen. Mit einem verdienten 2:0-Erfolg über Bayern München wurde das Ticket für das Semifinale gelöst, wo Real Madrid deutlich mit 4:0 eliminiert wurde. Somit standen die Franzosen im Endspiel gegen den FC Chelsea. Diesem gelang es aber, die Siegesserie zu unterbrechen und mit einem klaren 3:0  die Klub-WM zu gewinnen.

## Finanzen und Eigentümerschaft

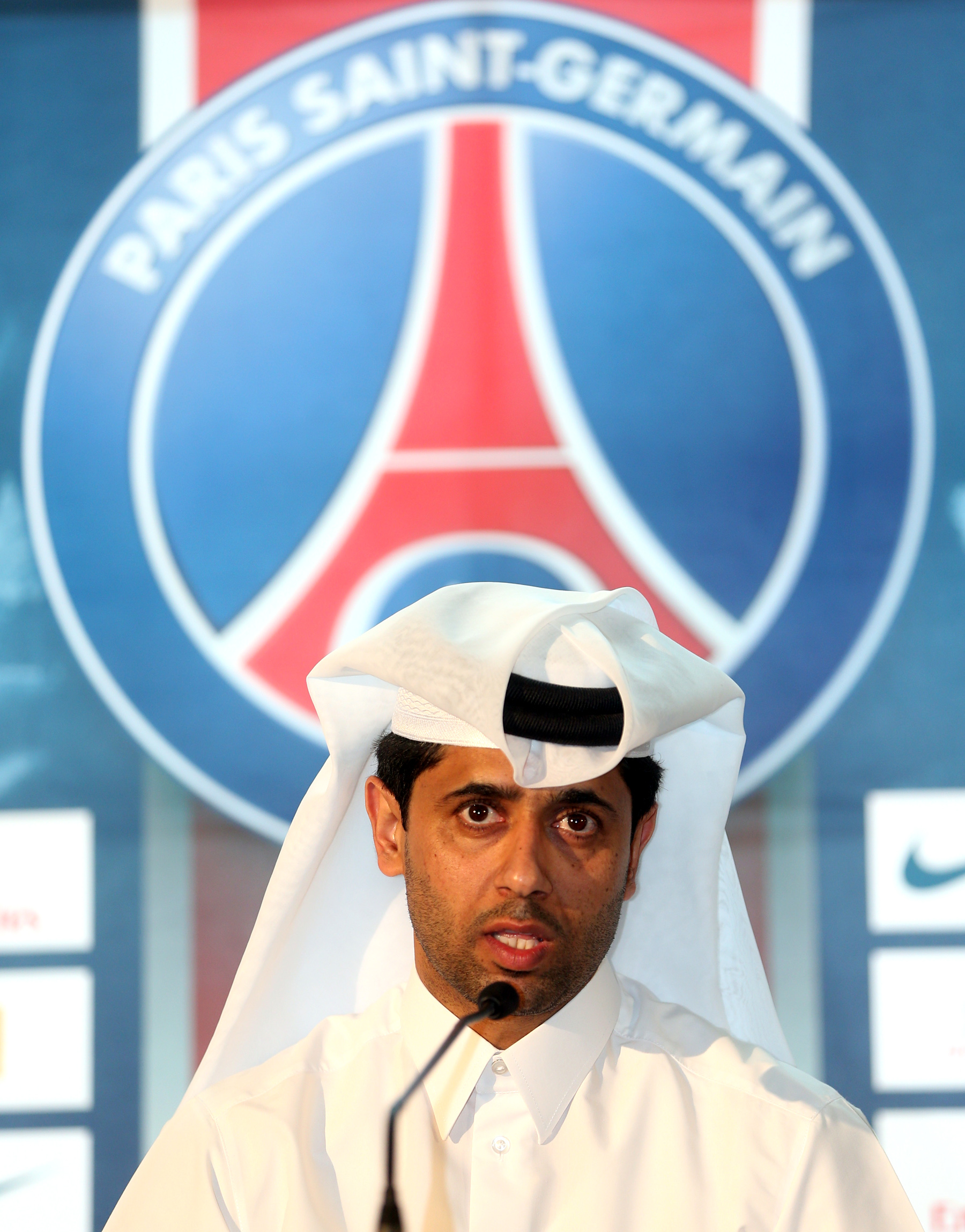
Präsident Nasser Al-Khelaifi im Januar 2013 in Doha

2006 erwarb das US-amerikanische Unternehmen Colony Capital die Fußballgesellschaft vom französischen Fernsehsender Canal+, der seit 1991 im Besitz von PSG gewesen war. Zum Zeitpunkt des Eigentümerwechsels waren die Schulden von PSG auf 240 Millionen Euro angewachsen. Im Mai 2011 verkaufte Colony Capital 70 % seiner Aktienanteile für etwa 30 Millionen Euro an die katarische Investorengruppe Qatar Sports Investments (QSI); weitere 20 Millionen Euro wurden aufgebracht, um Schulden zu decken. Ein Jahr später investierte QSI weitere 108 Millionen Euro in das Unternehmen. 2012 übernahm QSI die restlichen 30 % Anteile von der Colony Capital. Die neu geschaffene Position eines Super-Managers (eine Art Sportdirektor nach englischem Vorbild) besetzte der neue Eigentümer der Fußballgesellschaft 2011 mit Leonardo, der Mitte der 1990er Jahre für PSG gespielt hatte; 2013 trat er wegen einer einjährigen Sperre zurück.
Seit der Übernahme durch QSI gab Paris etwa 360 Millionen Euro für den Transfer neuer Spieler aus, während durch Verkäufe nur etwa 20,5 Millionen (Stand: August 2013) eingenommen wurden. So wurden u. a. Kevin Gameiro für 11 Millionen und Javier Pastore für 42 Millionen Euro verpflichtet. Pastore war der teuerste Neuzugang und zugleich der teuerste Neuzugang in der Ligue 1. Trotz dieser namhaften Verstärkungen gelang dem favorisierten Club in der Spielzeit 2011/12 hinter dem HSC Montpellier lediglich die Vizemeisterschaft, obwohl Trainer Antoine Kombouaré als „Herbstmeister“ durch Carlo Ancelotti ersetzt worden war und im Januar 2012 weitere hochkarätige Spieler (Maxwell, Alex, Thiago Motta) verpflichtet wurden.
In den folgenden Jahren verstärkte PSG den Kader weiter und investierte vor und während der Saison 2012/13 ungefähr 130 Millionen Euro u. a. in die Verpflichtung von Zlatan Ibrahimović, was sich am Ende mit dem ersten Gewinn der Meisterschaft seit 19 Jahren auszahlte. Vor der Saison 2013/14 wurden erneut rund 111 Millionen Euro in neue Spieler investiert, darunter Edinson Cavani für rund 65 Millionen Euro, als neuer teuerster Neuzugang der Ligageschichte.

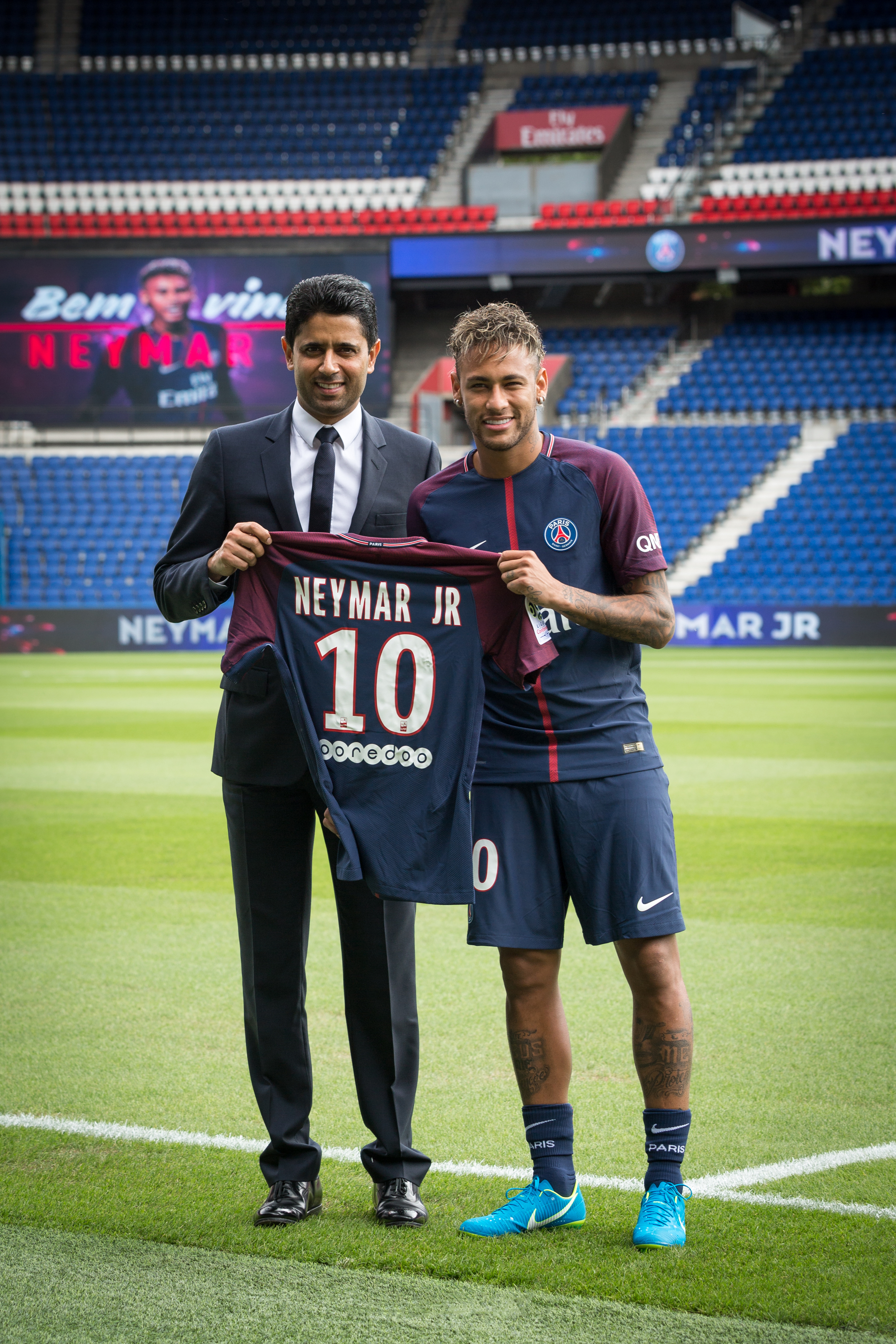
Präsident Nasser Al-Khelaifi (links) mit Neymar Jr. 2017 im Prinzenparkstadion

Mit einem Jahresumsatz von 80 Millionen Euro lag PSG 2012 in Frankreich hinter Olympique Marseille (150 Mio.) und Olympique Lyon (132 Mio.). 2012 machte die Fußballgesellschaft einen operativen Verlust in Höhe von etwa 92 Millionen Euro; zugleich gab man bekannt, einen Sponsorenvertrag mit der QTA (Katars Tourismusbehörde) abgeschlossen zu haben, der der Fußballgesellschaft bis 2016 etwa 600 Millionen Euro einbringen sollte. Kritiker behaupteten, QSI umgehe damit die Financial-Fair-Play-Vorgabe der UEFA, und verwiesen auf die Unverhältnismäßigkeit dieses Sponsoring-Deals; so generieren etwa Vereine wie Real Madrid, FC Barcelona oder Manchester United mit ihren besten Sponsorenverträgen nur rund 10 Prozent dieser Summe. 2012/13 betrug der Geschäftsetat 300 Millionen Euro, mehr als doppelt so viel wie der von Olympique Lyon. Zugleich standen mit Ibrahimović (jährlich 15 Mio.), Thiago Silva (9,6 Mio.) und Lavezzi (9,4 Mio.) bei PSG die drei bestbezahlten Spieler Frankreichs unter Vertrag.
Am 4. August 2017 wurde der Brasilianer Neymar Jr. offiziell als Neuzugang vorgestellt. Die festgeschriebene Ablösesumme von 222 Millionen Euro an dessen alten Club, den FC Barcelona, machten Neymar zum bis dato teuersten Spieler der Fußballgeschichte. Durch die Verpflichtung von Kylian Mbappé für 180 Millionen Euro im gleichen Monat spielten zu diesem Zeitpunkt die beiden teuersten Spieler aller Zeiten für PSG.

## Vereinswappenhistorie

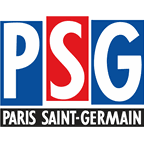
1992–1996
2002–2013

## Erste Mannschaft

### Aktueller Kader 2024/25
| 01                 | Italien    | Gianluigi Donnarumma   | 25. Feb. 1999 | 2021 | 2026 |
| 39                 | Russland   | Matwei Safonow         | 25. Feb. 1999 | 2024 | 2029 |
| 80                 | Spanien    | Arnau Tenas            | 30. Mai 2001  | 2023 | 2026 |
| Abwehrspieler      |            |                        |               |      |      |
| 02                 | Marokko    | Achraf Hakimi          | 4. Nov. 1998  | 2021 | 2026 |
| 03                 | Frankreich | Presnel Kimpembe       | 13. Aug. 1995 | 2015 | 2026 |
| 05                 | Brasilien  | Marquinhos             | 14. Mai 1994  | 2013 | 2028 |
| 21                 | Frankreich | Lucas Hernández        | 14. Feb. 1996 | 2023 | 2028 |
| 25                 | Portugal   | Nuno Mendes            | 19. Juni 2002 | 2022 | 2029 |
| 35                 | Brasilien  | Lucas Beraldo          | 24. Nov. 2003 | 2024 | 2028 |
| 42                 | Frankreich | Yoram Zague            | 15. Mai 2006  | 2024 | 2028 |
| 45                 | Marokko    | Naoufel El Hannach     | 7. Dez. 2006  | 2023 | 2027 |
| 51                 | Ecuador    | Willian Pacho          | 16. Okt. 2001 | 2024 | 2029 |
| Mittelfeldspieler  |            |                        |               |      |      |
| 08                 | Spanien    | Fabián                 | 3. Apr. 1996  | 2022 | 2027 |
| 17                 | Portugal   | Vitinha                | 13. Feb. 2000 | 2022 | 2029 |
| 19                 | Korea Sud  | Lee Kang-in            | 19. Feb. 2001 | 2023 | 2028 |
| 24                 | Frankreich | Senny Mayulu           | 17. Mai 2006  | 2023 | 2027 |
| 33                 | Frankreich | Warren Zaïre-Emery     | 8. März 2006  | 2022 | 2029 |
| 87                 | Portugal   | João Neves             | 27. Sep. 2004 | 2024 | 2029 |
| Stürmer            |            |                        |               |      |      |
| 07                 | Georgien   | Chwitscha Kwarazchelia | 12. Feb. 2001 | 2025 | 2029 |
| 09                 | Portugal   | Gonçalo Ramos          | 20. Juni 2001 | 2023 | 2028 |
| 10                 | Frankreich | Ousmane Dembélé        | 15. Mai 1997  | 2023 | 2028 |
| 14                 | Frankreich | Désiré Doué            | 3. Juni 2005  | 2024 | 2029 |
| 29                 | Frankreich | Bradley Barcola        | 2. Sep. 2002  | 2023 | 2028 |
| 49                 | Frankreich | Ibrahim Mbaye          | 24. Jan. 2008 | 2024 | 2027 |
| Stand: 4. Mai 2025 |            |                        |               |      |      |

### Trainerstab
| Nationalität | Name            | Funktion       |
| ------------ | --------------- | -------------- |
| Trainerstab  |                 |                |
| Spanien      | Luis Enrique    | Cheftrainer    |
| Spanien      | Rafel Pol       | Co-Trainer     |
| Spanien      | Aitor Unzué     | Co-Trainer     |
| Frankreich   | Jean-Luc Aubert | Torwarttrainer |
| Spanien      | Borja Álvarez   | Torwarttrainer |
| Spanien      | Pedro Gomez     | Fitnesstrainer |

## Erfolge

### National
- Französischer Meister (13): 1986, 1994, 2013, 2014, 2015, 2016, 2018, 2019, 2020, 2022, 2023, 2024, 2025
- Französischer Vizemeister (9): 1989, 1993, 1996, 1997, 2000, 2004, 2012, 2017, 2021
- Französischer Pokalsieger (16): 1982, 1983, 1993, 1995, 1998, 2004, 2006, 2010, 2015, 2016, 2017, 2018, 2020, 2021, 2024, 2025
- Französischer Pokalfinalist (5): 1985, 2003, 2007, 2011, 2019
- Französischer Ligapokalsieger (9): 1995, 1998, 2008, 2014, 2015, 2016, 2017, 2018, 2020
- Französischer Supercupsieger (13): 1995, 1998, 2013, 2014, 2015, 2016, 2017, 2018, 2019, 2020, 2022, 2023, 2024

### International
- UEFA Champions League: 2025
- FIFA-Klub-Weltmeisterschaft: Vizeweltmeister 2025
- Europapokal der Pokalsieger: 1996
- UEFA Intertoto Cup:  2001
- UEFA Super Cup: 2025

## Ehemalige Spieler und Trainer (Auswahl)

### Spieler
- Alex
- Dani Alves
- Nicolas Anelka
- Dominique Bathenay
- Joël Bats
- David Beckham
- Carlos Bianchi
- Daniel Bravo
- Yohan Cabaye
- Edinson Cavani
- Lorik Cana
- Humberto Coelho
- Mustapha Dahleb
- Lucas Digne
- Ángel Di María
- Jean Djorkaeff
- Youri Djorkaeff
- Raymond Domenech
- Julian Draxler
- Luis Fernández
- Kevin Gameiro
- David Ginola
- Xavier Gravelaine
- Vahid Halilhodžić
- Gabriel Heinze
- Zlatan Ibrahimović
- Christophe Jallet
- Thilo Kehrer
- Antoine Kombouaré
- Ezequiel Lavezzi
- Bernard Lama
- David Luiz

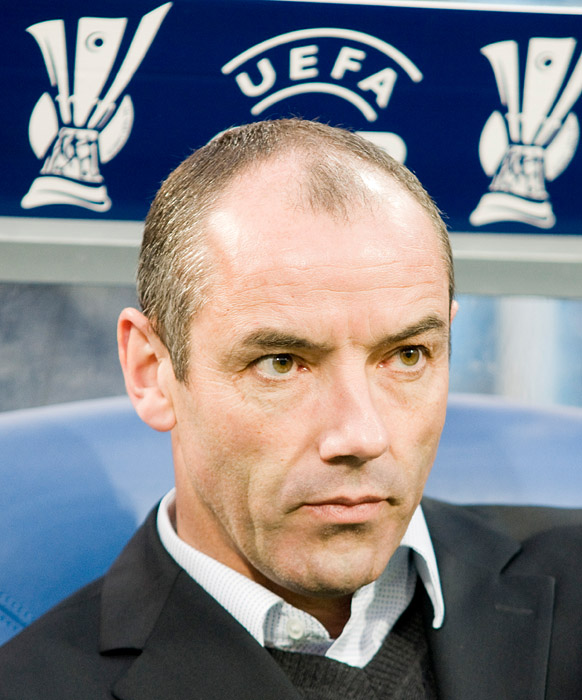
Paul Le Guen
- Leonardo
- Patrice Loko
- Blaise Matuidi
- Maxwell
- Kylian Mbappé
- Patrick M’Boma
- Lionel Messi
- Thiago Motta
- François M’Pelé
- Jérémy Ménez
- Nene
- Neymar
- Jay-Jay Okocha
- Javier Pastore
- Pauleta
- Adrien Rabiot
- Raí
- Ricardo
- Alain Roche
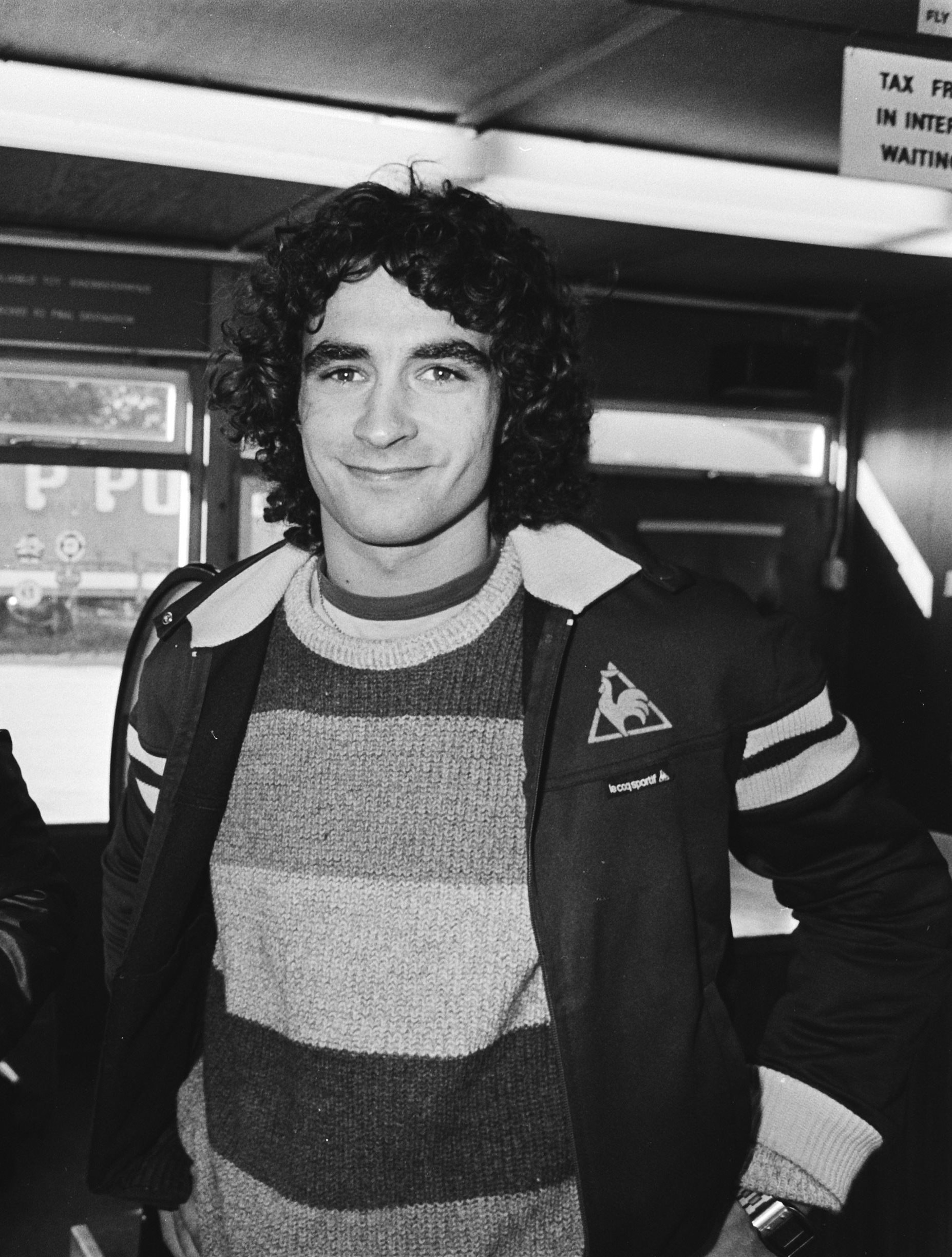
Dominique Rocheteau
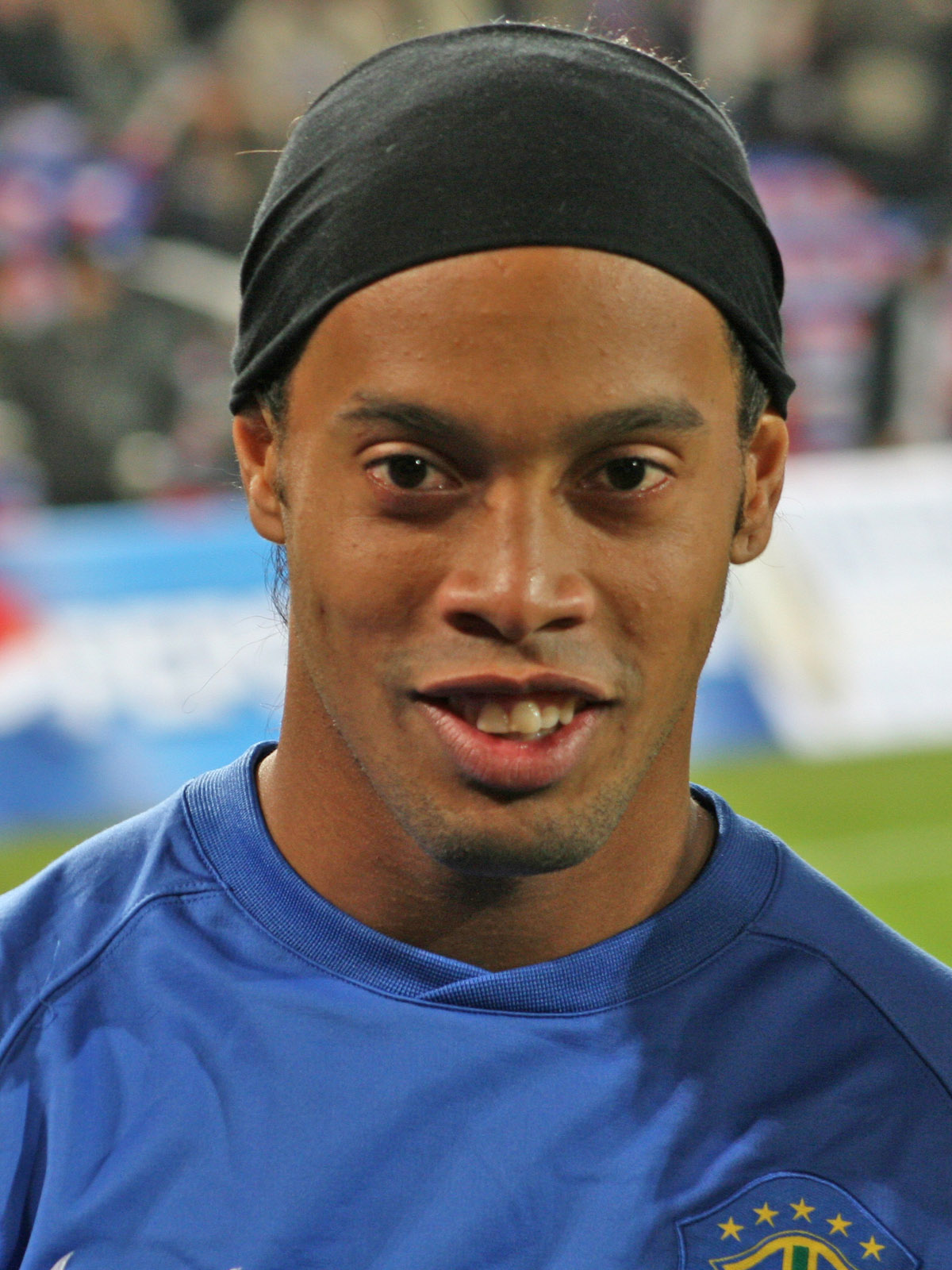
Ronaldinho
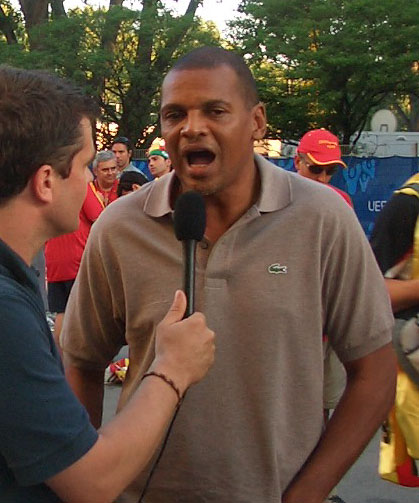
Bernard Lama
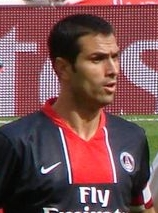
Pauleta
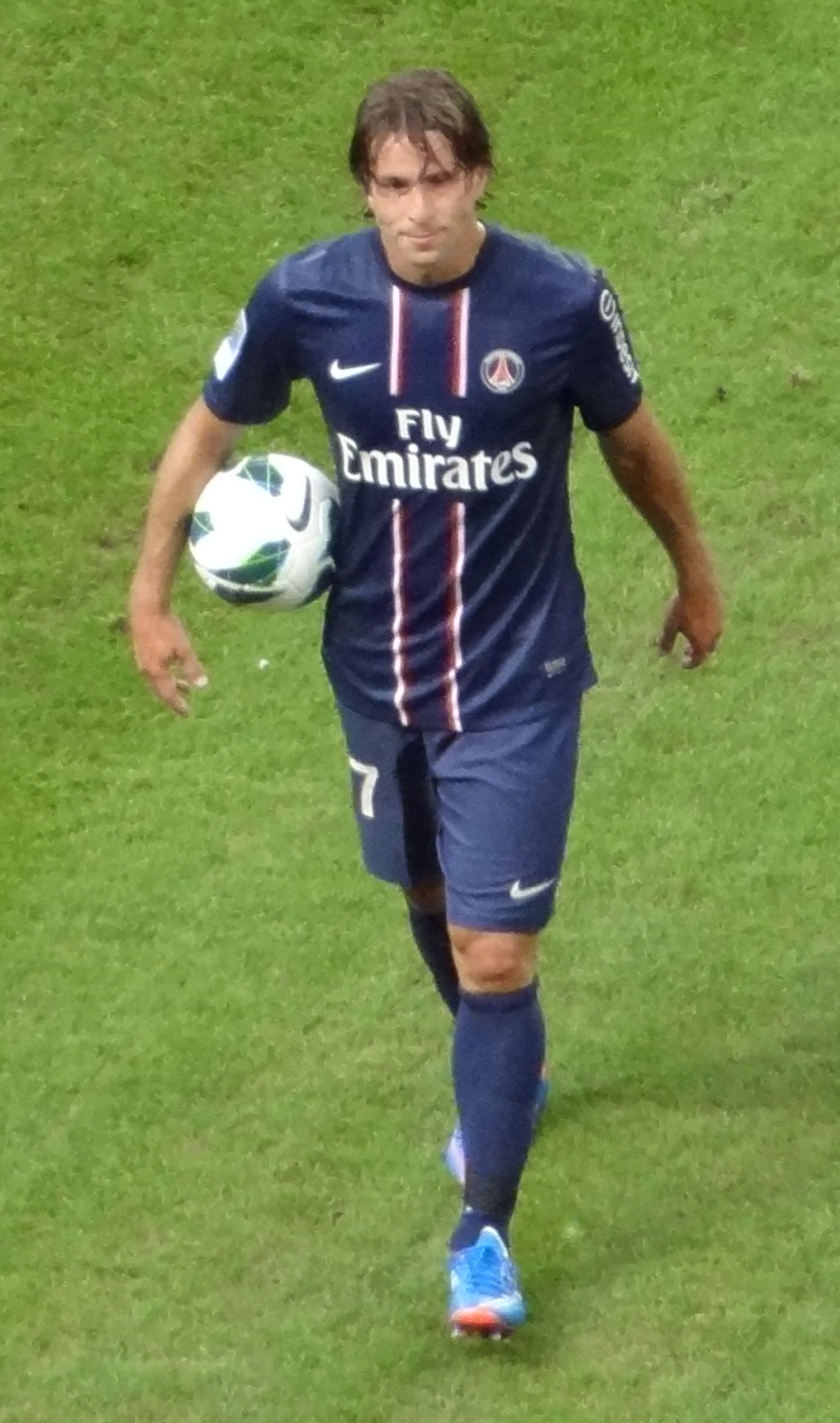
Maxwell

- Mamadou Sakho
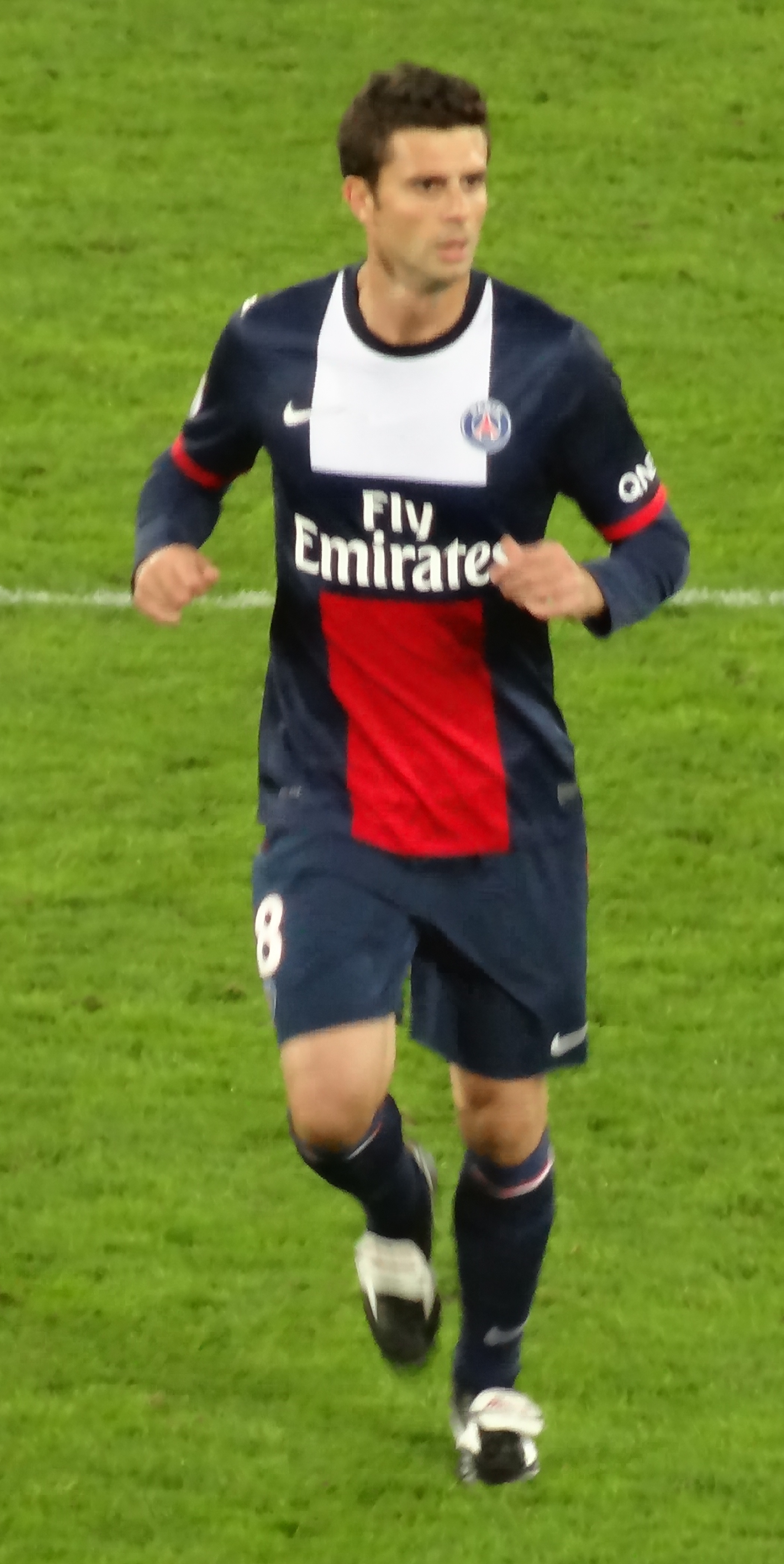
Thiago Silva
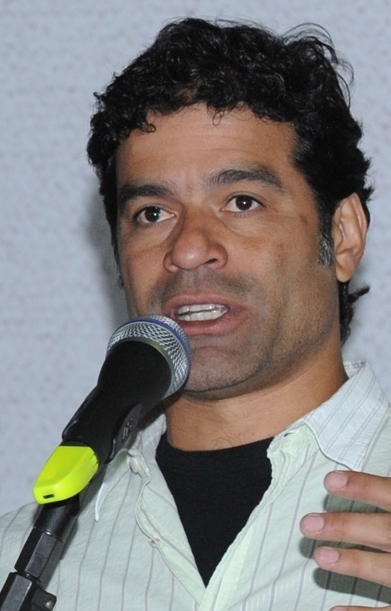
Raí

- Marco Simone
- Mohamed Sissoko
- Juan Pablo Sorín
- Safet Sušić
- Kevin Trapp
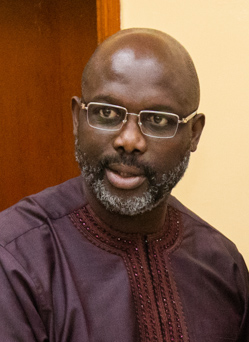
George Weah
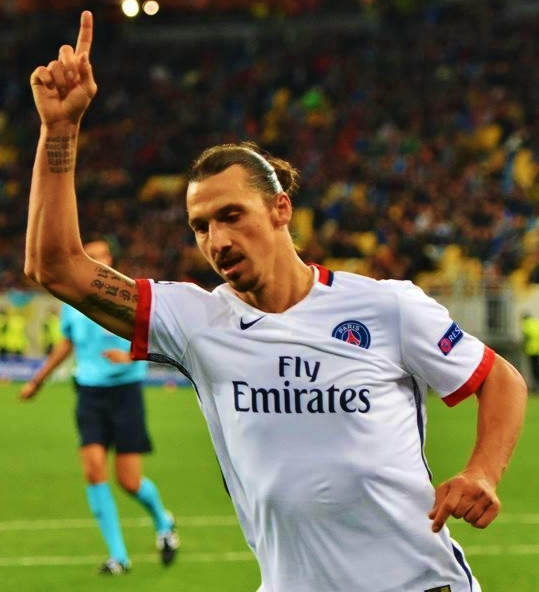
Zlatan Ibrahimović
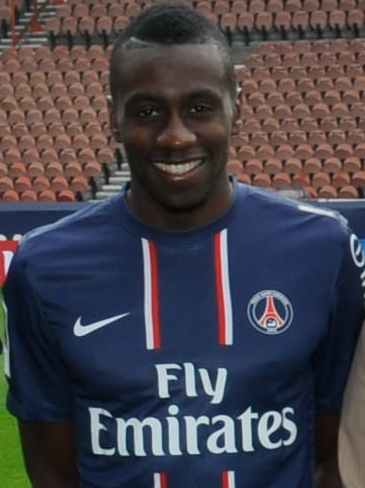
Blaise Matuidi
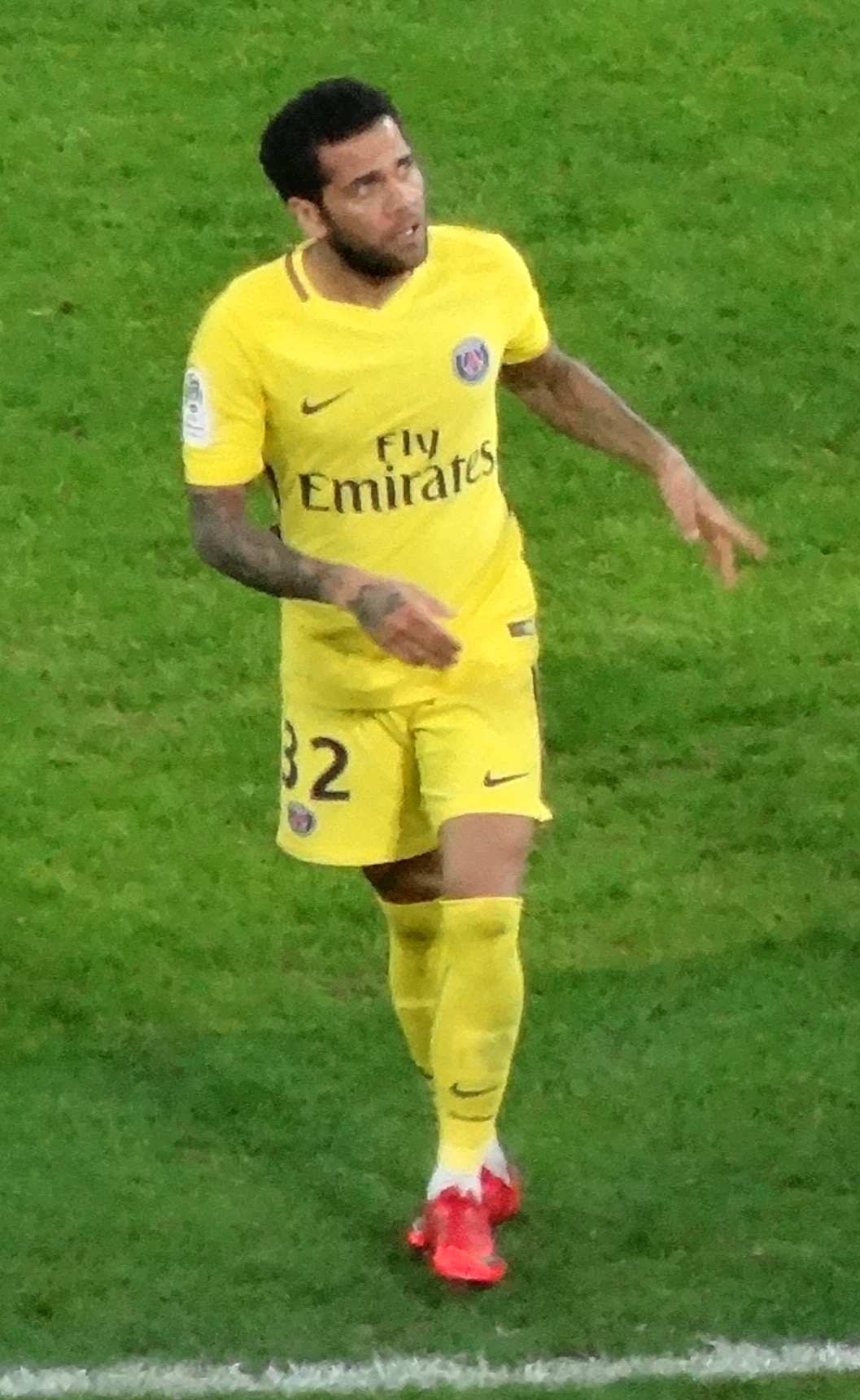
Dani Alves
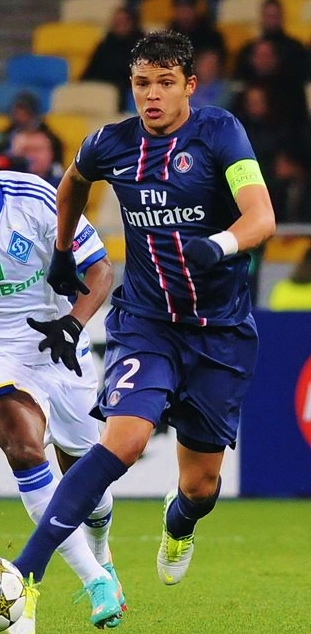
Thiago Silva

- Gregory van der Wiel
- Christian Wörns

- Paul Le Guen
- Dominique Rocheteau
- Ronaldinho
- Bernard Lama
- Pauleta
- Maxwell
- Thiago Motta
- Raí
- George Weah
- Zlatan Ibrahimović
- Blaise Matuidi
- Dani Alves
- Thiago Silva

### Rekordspieler

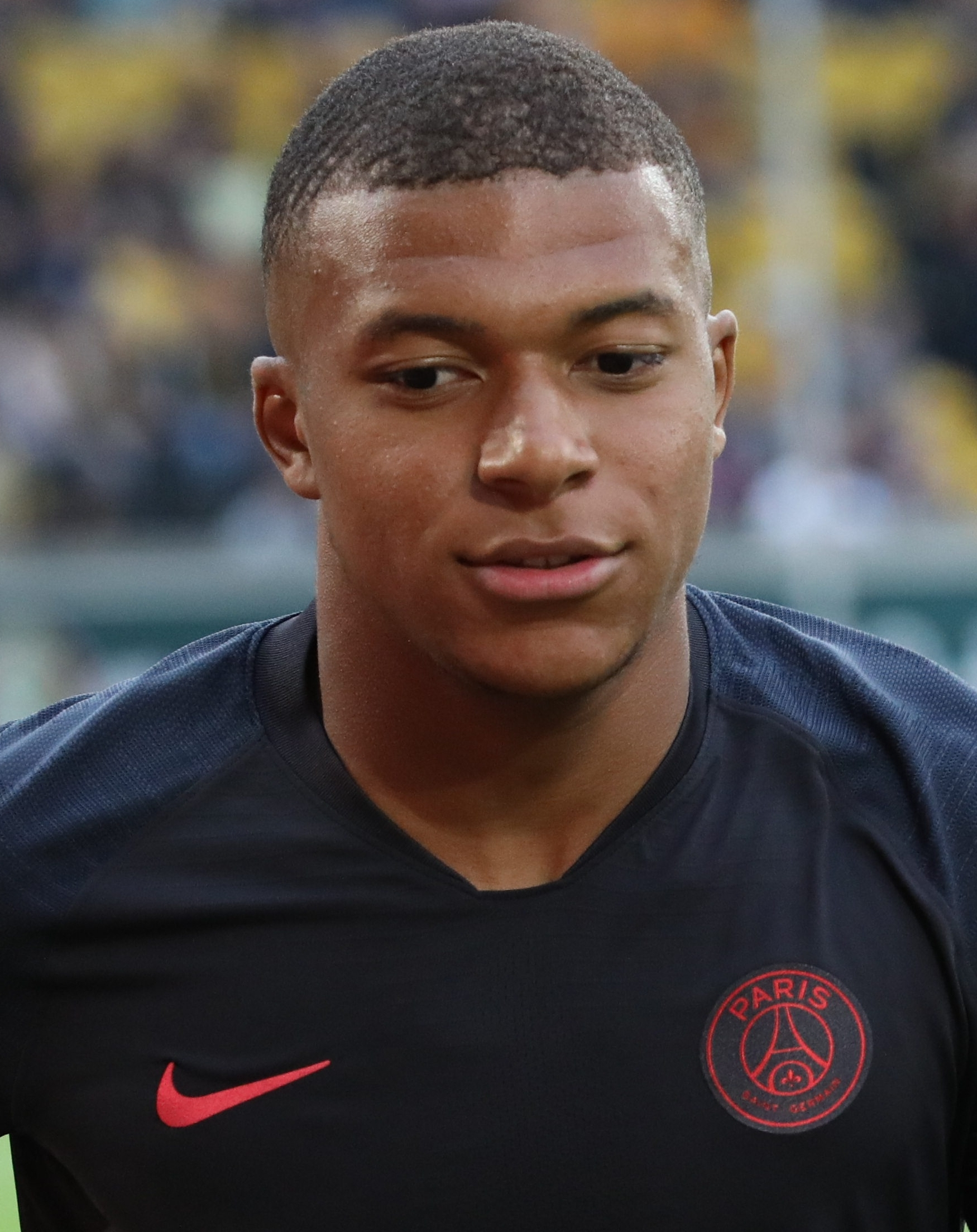
Kylian Mbappé im Juli 2017

Angegeben sind alle Pflichtspiele und -tore. Spieler mit fettgedruckten Namen sind aktuell für den Verein aktiv
| Nr.                        | Spieler            | Zeitraum            | Einsätze |
| -------------------------- | ------------------ | ------------------- | -------- |
| 1                          | Marquinhos         | seit 2013           | 455      |
| 2                          | Jean-Marc Pilorget | 1975–1987 1988–1989 | 435      |
| 3                          | Marco Verratti     | 2012–2023           | 416      |
| 4                          | Sylvain Armand     | 2004–2013           | 380      |
| 5                          | Safet Sušić        | 1982–1991           | 344      |
| 5                          | Paul Le Guen       | 1991–1998           | 344      |
| 7                          | Bernard Lama       | 1992–1997 1998–2000 | 318      |
| 8                          | Thiago Silva       | 2012–2020           | 315      |
| 9                          | Mustapha Dahleb    | 1974–1984           | 310      |
| 10                         | Edinson Cavani     | 2013–2020           | 301      |
| (Stand: 10. November 2024) |                    |                     |          |

| Nr.                        | Spieler             | Zeitraum  | Tore |
| -------------------------- | ------------------- | --------- | ---- |
| 1                          | Kylian Mbappé       | 2017–2024 | 256  |
| 2                          | Edinson Cavani      | 2013–2020 | 200  |
| 3                          | Zlatan Ibrahimović  | 2012–2016 | 156  |
| 4                          | Neymar              | 2017–2023 | 118  |
| 5                          | Pauleta             | 2003–2008 | 109  |
| 6                          | Dominique Rocheteau | 1980–1987 | 100  |
| 7                          | Mustapha Dahleb     | 1974–1984 | 098  |
| 8                          | François M’Pelé     | 1973–1979 | 095  |
| 9                          | Ángel Di María      | 2015–2022 | 092  |
| 10                         | Safet Sušić         | 1982–1991 | 085  |
| (Stand: 10. November 2024) |                     |           |      |

### Trainerhistorie
| Nr. | Amtszeit  | Trainer                          |
| --- | --------- | -------------------------------- |
| 1   | 1970–1972 | Pierre Phelipon                  |
| 2   | 1972–1973 | Robert Vicot                     |
| 3   | 1973–1976 | Just Fontaine                    |
| 4   | 1976–1977 | Velibor Vasović                  |
| 5   | 1977      | Ilija Pantelić, Pierre Alonzo    |
| 6   | 1977–1978 | Jean-Michel Larqué               |
| 7   | 1978      | Pierre Alonzo                    |
| 8   | 1978–1979 | Velibor Vasović                  |
| 9   | 1979–1983 | Georges Peyroche                 |
| 10  | 1983–1984 | Lucien Leduc                     |
| 11  | 1984–1985 | Georges Peyroche                 |
| 12  | 1985      | Christian Coste                  |
| 13  | 1985–1987 | Gérard Houllier                  |
| 14  | 1987–1988 | Erick Mombaerts                  |
| 15  | 1988      | Gérard Houllier, Erick Mombaerts |
| 16  | 1988–1990 | Tomislav Ivić                    |
| 17  | 1990–1991 | Henri Michel                     |
| 18  | 1991–1994 | Artur Jorge                      |
| 19  | 1994–1996 | Luis Fernández                   |
| 20  | 1996–1998 | Ricardo Gomes, Joël Bats         |
| 21  | 1998      | Alain Giresse                    |
| 22  | 1998–1999 | Artur Jorge                      |
| 23  | 1999–2000 | Philippe Bergeroo                |
| 24  | 2000–2003 | Luis Fernández                   |
| 25  | 2003–2005 | Vahid Halilhodžić                |
| 26  | 2005      | Laurent Fournier                 |
| 27  | 2005–2007 | Guy Lacombe                      |
| 28  | 2007–2009 | Paul Le Guen                     |
| 29  | 2009–2011 | Antoine Kombouaré                |
| 30  | 2011–2013 | Carlo Ancelotti                  |
| 31  | 2013–2016 | Laurent Blanc                    |
| 32  | 2016–2018 | Unai Emery                       |
| 33  | 2018–2020 | Thomas Tuchel                    |
| 34  | 2021–2022 | Mauricio Pochettino              |
| 35  | 2022–2023 | Christophe Galtier               |
| 36  | seit 2023 | Luis Enrique                     |

## Fans

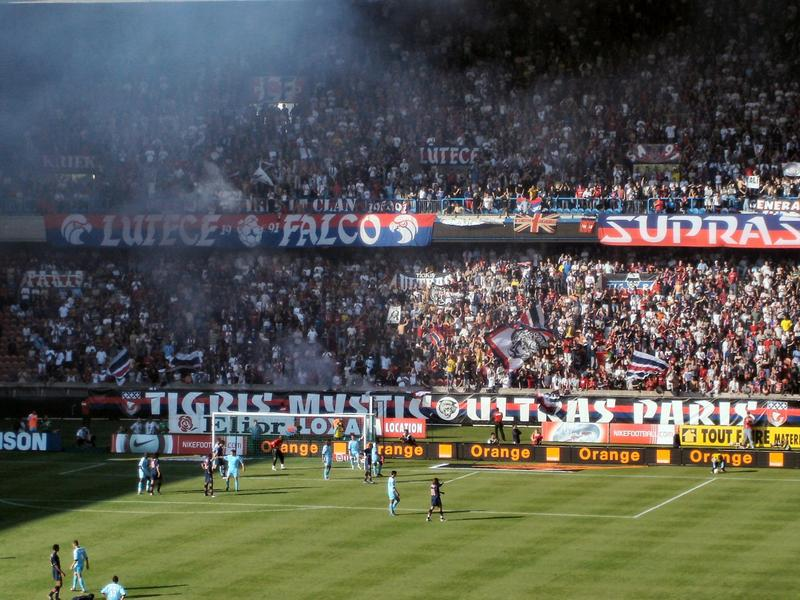
PSG-Fans im Prinzenparkstadion

Wie bei anderen Vereinen auch gibt es beim PSG eine Reihe von Fangruppen, darunter einige Ultra- und Hooligangruppierungen. Zu den größten und bekanntesten zählt „Kop K“, die bei Heimspielen vom gleichnamigen Stadionblock aus ihre Mannschaft unterstützt.
Am Abend des 23. November 2006 kam es im Anschluss an das UEFA-Pokalspiel gegen Hapoel Tel Aviv zu einem schweren Zwischenfall: Nach der 2:4-Niederlage ihres Vereins verfolgten bis zu 150 gewaltbereite Hooligans einen einzelnen Tel-Aviv-Fan mit einer israelischen Flagge. Daraufhin kam diesem ein in Zivil gekleideter, schwarzer Polizist zu Hilfe, der mit dem Israeli in die oberste Etage eines Schnellrestaurants flüchtete und dort massiv rassistisch beleidigt, bedroht und geschlagen wurde. Nachdem sich der Einsatz von Tränengas als zwecklos erwiesen hatte, griff der Beamte, der sich mehrfach als solcher ausgewiesen hatte, zur Waffe und erschoss dabei ein Mitglied der rechtsextremistischen Fangruppe „Boulogne Boys“. Ein weiterer PSG-Anhänger wurde schwer verletzt, fünf wurden kurz danach verhaftet.
Einen Tag später kam es zu einer Demonstration vor dem Parc des Princes, bei der die sofortige Auflösung des Klubs, dessen Fans schon des Öfteren durch extrem gewaltbereites Auftreten aufgefallen waren, gefordert wurde.
Am 29. März 2008 präsentierten die „Boulogne Boys“ beim Ligapokalendspiel gegen den RC Lens ein Spruchband mit der Aufschrift „Pédophiles, chômeurs, consanguins: bienvenue chez les Ch’tis“ (dt.: „Pädophile, Arbeitslose, Inzest-Gezeugte: Willkommen bei den Nordfranzosen“), Letzteres als Anspielung auf den in jenem Jahr sehr populären Film „Bienvenue chez les Ch’tis“. Daraufhin wurde die Gruppe vom Innenministerium verboten und PSG vom Ligapokal 2008/09 ausgeschlossen. Gegen den Ausschluss konnte sich der Verein allerdings erfolgreich juristisch wehren. In der Saison 2009/10 kam es wiederholt zu gewalttätigen Auseinandersetzungen zwischen zwei Fangruppen des PSG, die einerseits auf der tribune Boulogne, andererseits auf der tribune Auteuil im Stadion beheimatet sind und sich zumindest mehrheitlich auch von ihren Wohnorten und ihrer sozialen Zugehörigkeit unterscheiden: Erstere sind eher Bewohner der Stadt Paris und der wohlhabenderen westlichen Vorstädte, Letztere werden eher der nördlichen und östlichen Banlieue zugerechnet. Bei diesen Auseinandersetzungen gab es erneut ein Todesopfer. Dieser Vorfall führte zum Verbot der Gruppen „Supras Auteuil“, „Authentiks“ sowie „La Grinta“.
In der Saison 2011/2012 ergriff der neue Vereinspräsident Robin Leproux unter dem Schlagwort «Tous PSG» drastische Sicherheitsmaßnahmen, um das Gewaltproblem im Stadion in den Griff zu bekommen und das Image von PSG zu verbessern. Alle Fangruppierungen wurden aufgelöst, ihre Mitglieder durften auch nicht mehr in den gleichen Blöcken sitzen, was dadurch erreicht wurde, dass jedem Dauerkarteninhaber bei jedem Spiel ein anderer Platz zugewiesen wurde. Um neue Zuschauergruppen anzusprechen, wurden Karten für Frauen kostenlos und für Jugendliche unter 16 Jahren zum halben Preis angeboten. Diese unter den Anhängern sehr unpopulären Maßnahmen waren insgesamt erfolgreich. Allerdings hielten sie im Januar 2013 eine Reihe von PSG-Fans nicht davon ab, beim Spiel gegen den OSC Lille erneut diskriminierende Parolen gegen Nordfranzosen zu äußern, was eine Untersuchung des Ligaverbands nach sich zog.
Ende September 2016 kam es zu einem Treffen zwischen Vereinspräsident Nasser Al-Khelaifi und Polizeipräfekt Michel Cadot. Anschließend wurde mitgeteilt, dass die Polizei eine Rückkehr von organisierten Ultras bei PSG erlaubt. Maßgeblich dafür waren langwierige Verhandlungen zwischen Vereinsvertretern und dem neuen Fanzusammenschluss „Collectif Ultras Paris“. Der Verein kündigte sogar an, bereits im folgenden Heimspiel gegen Girondins Bordeaux einen Stimmungsblock in der Fankurve Virage Auteuil einzurichten, für den auch zusammenhängende Dauerkarten erworben werden könnten. Gleichwohl stellte PSG klar, dass dieser Bereich unter besonderer Beobachtung stehe und man sich ausdrücklich vorbehalte, das Privileg bei weiteren Verfehlungen wieder zu streichen.

## Jugendakademie
Die Nachwuchsakademie des Vereins wurde in den 1970er-Jahren gegründet. Das erste Trainingszentrum entstand 1975 in Camp des Loges, später folgten weltweite Ableger.
Bislang wurde die Akademie viermal zur besten des Landes gewählt, ihre Jugendmannschaften gewannen zahlreiche Titel. So sind die A- wie auch die B-Junioren mit vier bzw. drei Landesmeistertiteln nationale Rekordhalter, auch die U19-Juniorinnen konnten bereits mehrmals die Meistertrophäe erringen.
Mit Stand vom 28. November 2020  schafften 135 bei Paris Saint-Germain ausgebildete, männliche Juniorenspieler seit dem Jahr 1972 den Sprung in die erste Mannschaft. Bei diesen Spielern handelte es sich hauptsächlich um Franzosen, jedoch wurden vereinzelt auch immer wieder Jungen aus Zentral- oder Nordafrika befördert.
Zu den in die Profimannschaft aufgerückten Jungspielern gehören auch spätere A-Nationalspieler wie Jonathan Ikoné, Presnel Kimpembe, Alphonse Areola, Kingsley Coman, Adrien Rabiot, Antoine Conte, Sol Bamba, Nicolas Anelka, Bartholomew Ogbeche, Richard Dutruel, Edvin Murati, Timothy Weah oder Selim Benachour.

### Paris Saint-Germain B
Kurz nach der Fusion vom Paris FC und Stade Saint-Germain übernahm die Association Paris Saint-Germain die Zweitvertretung des Vereins. Die erste dokumentierte Saison der Zweitmannschaft war 2005/06, als man in der National 2, der vierten französischen Liga antrat und den achten Platz belegte. In der Saison 2018/19 stieg das Team in die National 3 ab.

## Rivalitäten
Eine relativ junge, aber intensive Rivalität besteht zwischen Teilen der Anhänger von PSG und Olympique Marseille, bei der es jedoch nicht nur um sportlichen Erfolg geht, sondern auch um die beiden größten und einflussreichsten Städte und die Vereine mit den meisten Anhängern Frankreichs. Auch historische, kulturelle und soziale Aspekte spielen eine Rolle. Da es beim Derby de France regelmäßig zu teils schweren Ausschreitungen kommt, gelten Aufeinandertreffen der beiden Clubs als Risikospiele.

## E-Sport
Der Inhaber Qatar Sports Investments betreibt auch eine E-Sport-Sparte. Die Teams treten unter anderem in den Spielen Dota 2, Rocket League, League of Legends (PSG Talon) und FIFA an.